# Brasilicereus markgrafii
Brasilicereus markgrafii ist eine Pflanzenart aus der Gattung Brasilicereus in der Familie der Kakteengewächse (Cactaceae). Das Artepitheton markgrafii ehrt den deutschen Botaniker Friedrich Markgraf.

## Beschreibung
Brasilicereus markgrafii wächst mit unverzweigten gräulich grünen Trieben, die einen Durchmesser von bis 2,5 Zentimetern aufweisen und eine Wuchshöhe von bis 1,5 Metern erreichen. Es sind meist 13 Rippen vorhanden. Die Areolen sind mit grauer Wolle bedeckt. Der einzelne Mitteldorn, manchmal sind jedoch bis zu vier vorhanden, ist bis 4 Zentimeter lang. Die 12 bis 18 Randdornen stehen unregelmäßig schief ab und werden zwischen 6 und 10 Millimeter lang.
Die glocken- bis trichterförmigen Blüten sind hell grünweißlich. Sie werden bis 6 Zentimeter lang und weisen Durchmesser von 5 Zentimeter auf.

## Systematik, Verbreitung und Gefährdung
Brasilicereus markgrafii ist im brasilianischen Bundesstaat Minas Gerais verbreitet.
Die Erstbeschreibung erfolgte 1949 durch Curt Backeberg und Otto Voll. Ein nomenklatorisches Synonym ist Cereus markgrafii (Backeb. & Voll) P.J.Braun (1988).
Brasilicereus markgrafii wurde in der Roten Liste gefährdeter Arten der IUCN von 2002 als „Endangered (EN)“, d. h. stark gefährdet, eingestuft. Im Jahr 2013 wird die Art als „Vulnerable (VU)“, d. h. als gefährdet geführt.

## Nachweise